# Artasiras
Artasiras (en persa antiguo: Arta-sura) fue un general del rey aqueménida Darío II (423-404 a. C.).
Después de los breves reinados de Jerjes II y Sogdiano, Darío II Oco se alzó con el trono, pero al poco tiempo su hermano Arsites se rebeló en Siria con el apoyo de Artifio, hijo de Megabizo, y de mercenarios milesios. Según el historiador griego Ctesias de Cnido, Artasiras comandó el ejército enviado en contra ellos, siendo derrotado por Artifio en dos batallas sucesivas, pero saliendo victorioso en una tercera, luego de sobornar a los mercenarios milesios. Tanto Artifio como Arsites fueron capturados.
Plutarco menciona en su Vida de Artajerjes (12, 14) un Artasiras que ocupaba del cargo de inspector real («ojo del rey») durante los primeros años del reinado de Artajerjes II, hijo y sucesor de Darío II. Presente en la batalla de Cunaxa, este Artasiras fue el primero en dar a Artajerjes la noticia de la muerte de su hermano rebelde Ciro el Joven. Podría tratarse de la misma persona que el Artasiras de Ctesias.